# Oltacloea ribaslangei
Oltacloea ribaslangei är en spindelart som beskrevs av Alexandre B. Bonaldo och Antonio D. Brescovit 1997. Oltacloea ribaslangei ingår i släktet Oltacloea och familjen Prodidomidae. Inga underarter finns listade i Catalogue of Life.